# Саут Амана (Ајова)
Саут Амана (енгл. South Amana) насељено је место без административног статуса у америчкој савезној држави Ајова.

## Демографија
По попису из 2010. године број становника је 159.
| Група             | 2000.    | 2010.       |
| Белци             | 0 (0,0%) | 156 (98,1%) |
| Афроамериканци    | 0 (0,0%) | 0 (0,0%)    |
| Азијати           | 0 (0,0%) | 0 (0,0%)    |
| Хиспаноамериканци | 0 (0,0%) | 0 (0,0%)    |
| Укупно            | 0        | 159         |